# Guerra civil española en Alicante
La guerra civil española en Alicante hace referencia al conjunto de acontecimientos políticos, sociales y militares que afectaron a la ciudad de Alicante durante la guerra civil española (1936–1939). Aunque alejada del frente, Alicante desempeñó un papel clave como enclave logístico y humanitario en la zona republicana, siendo testigo de intensos bombardeos aéreos, represión política y el éxodo final de miles de personas tras la derrota de la segunda república española. La ciudad se convirtió en uno de los últimos bastiones republicanos, y su puerto fue escenario del cierre simbólico del conflicto con la evacuación parcial de refugiados a bordo del Stanbrook.

## Contexto histórico

Situación a los cuatro meses del inicio de contienda. En marrón la zona sublevada, y en rosa la zona republicana.

Alicante permaneció leal al gobierno de la Segunda República durante toda la contienda. Su puerto fue un punto estratégico para la evacuación de refugiados y el abastecimiento de la zona republicana. La ciudad se convirtió en un objetivo para la aviación sublevada, especialmente la italiana, que llevó a cabo numerosos bombardeos sobre la población civil. En contadas ocasiones, la aviación republicana logró repeler estos ataques; uno de los pocos ejemplos fue el combate aéreo de 1938, en el que tres cazas republicanos evitaron el bombardeo del puerto por parte de bombarderos italianos.
Alicante sufrió al menos 83 bombardeos aéreos y navales durante toda la guerra, causando más de 480 muertos y la destrucción de 740 edificios. Para proteger a la población, se construyeron 94 refugios antiaéreos distribuidos por toda la ciudad. Algunos de estos refugios, como los de la plaza Séneca y la plaza Balmis, han sido restaurados y abiertos al público como espacios de memoria histórica.

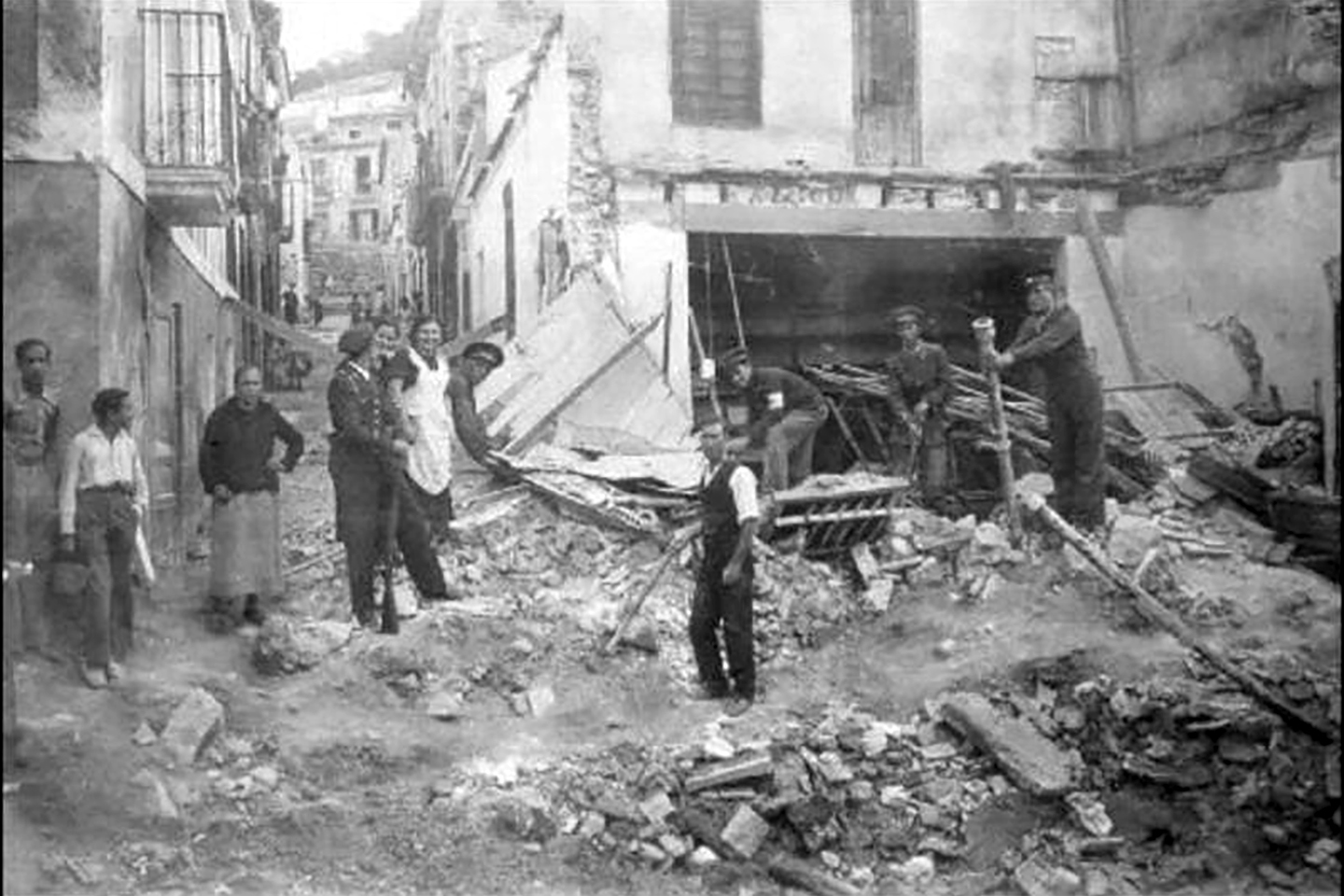
Ruinas posteriores al bombardeo del mercado central.

El 25 de mayo de 1938, la aviación fascista italiana bombardeó el Mercado Central de Alicante, causando la muerte de más de 300 personas. Este ataque es considerado uno de los más mortíferos contra la población civil durante la guerra civil española.
Con la ciudad ya muy castigada por los ataques aéreos, el 5 de noviembre de 1938 tuvo lugar el llamado bombardeo de las ocho horas, una sucesión de incursiones aéreas que se prolongaron a lo largo de toda la jornada. Este ataque intensificó aún más la presión sobre la población civil y evidenció la estrategia de desgaste aplicada sobre Alicante en los últimos meses del conflicto.
Con la caída de la República, miles de personas se refugiaron en el puerto de Alicante con la esperanza de embarcar hacia el exilio. El 28 de marzo de 1939, el carguero británico Stanbrook logró evacuar a más de 2.600 personas. Sin embargo, muchos otros quedaron atrapados y fueron detenidos por las fuerzas sublevadas. El campo de concentración de Los Almendros, ubicado en las afueras de la ciudad, fue establecido para albergar a estos prisioneros. Las condiciones en el campo eran inhumanas, con falta de alimentos, agua y refugio, lo que llevó a la muerte de cientos de personas.
A pocas horas del fin de la contienda, la emisora republicana Radio Alicante —conocida como Radio Madrid II— realizó sus últimas emisiones, lanzando mensajes de auxilio a la comunidad internacional y llamamientos a los buques extranjeros para que permitieran el embarque de los refugiados. Su silencio final, el 30 de marzo de 1939, marcó simbólicamente el colapso definitivo de la resistencia republicana en la ciudad.

## Memoria histórica
En las últimas décadas, se han llevado a cabo diversas iniciativas para recuperar la memoria histórica de la guerra civil en Alicante. Se han restaurado refugios antiaéreos, erigido monumentos conmemorativos y organizado actos en recuerdo de las víctimas. El campo de Los Almendros fue convertido en un parque en 2012, y en 2014 se inauguró un monolito en memoria de los prisioneros que allí sufrieron.